# Ida Corr

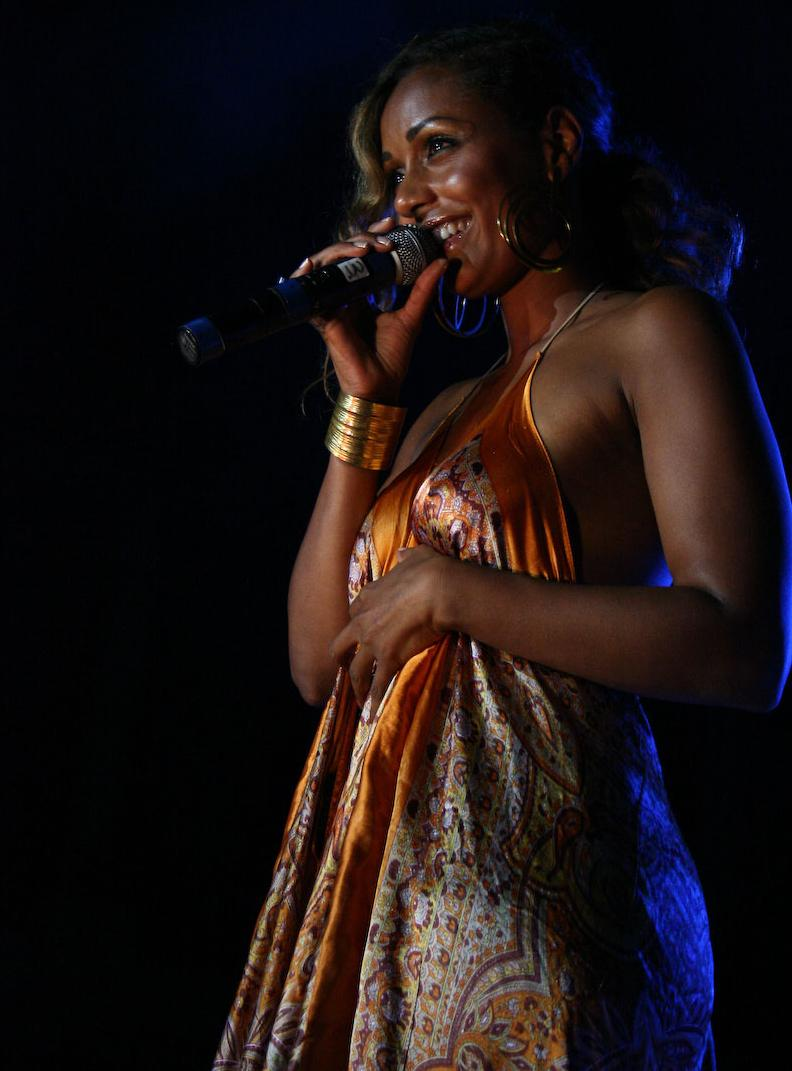
Ida Corr (2009)

Ida Corr (Aarhus, 14 maart 1977) is een Deense zangeres.
In haar vaderland brak Ida Corr in 2005 door met haar debuutalbum Streetdiva. Na het maken van een speciaal nummer voor Live Earth begon haar populariteit buiten haar thuisland toe te nemen. Het nummer Mirror 07-07-07 werd tijdens Live Earth gespeeld op precies zeven minuten na het zevende uur van de zevende dag van de zevende maand van 2007.
De definitive doorbraak kwam vervolgens met het nummer Let Me Think About It, in samenwerking met DJ Fedde Le Grand. Dit werd de bestverkochte single buiten Denemarken van een Deense zanger/zangeres sinds de groepen Aqua en Infernal.

## Discografie
- 2005: Streetdiva
- 2006: Robosoul
- 2008: One
- 2009: Under The Sun

### Singles
- 2005 U make Me Wanna (Deense radiosingle)
- 2005 Make Them Beg (Deense radiosingle)
- 2005 Country Girl (Deense radiosingle)
- 2006 Late Night Bimbo (Deense radiosingle)
- 2006 Lonely Girl (Deense radiosingle)
- 2007 Let Me Think About It
- 2008 Ride My Tempo
- 2009 Time (Deense radiosingle)
- 2009 I Want You
- 2009 Under The Sun (feat. Shaggy)